# Freds- och vänskapsstadion
Freds- och vänskapsstadion (grekiska: Στάδιο Ειρήνης και Φιλίας, romaniserat: Stadio Eirinis kai Philias) är en inomhusarena i Pireus (Aten), Grekland.
Stadion (som ofta förkortas SEF / ΣΕΦ) började byggas 1981 och invigdes 1985. Den används i sportsammanhang mest för basket och volleyboll och kan ta upp till 14 095 åskådare. Ursprungligen var den tänkt som en ishall som även kunde användas för andra aktiviteter, som basket. Sedan 1992 använder basketsektionen av Olympiakos SFP arenan som sin hemmaarena. Under 2001 och 2002 byggdes stadion om som förberedelse för OS 2004. Stadion är en del av Faliro Coastal Zone Olympic Complex som består av olika anläggningar som alla användes under OS 2004. Den olympiska volleybollturneringen spelade i Freds- och vänskapsstadion.
Stadion har förutom vid OS även använts vid friidrotts-EM 1985, basket-EM för herrar 1987, volleyboll-VM för herrar 1994 och basket-VM för herrar 1998. Den har även använts för konserter.